# Son Sang-won
Son Sang-won (Hangul: kor. 손상원, ur. 1982 w Seongnamie) – południowokoreański wspinacz sportowy. Specjalizował się w boulderingu oraz w prowadzeniu. Sześciokrotny mistrz Azji: czterokrotnie w prowadzeniu oraz dwukrotnie w boulderingu.

## Kariera
Wielokrotny uczestnik mistrzostw świata w latach 1999 - 2011 w konkurencjach boulderingu oraz prowadzenia.
Uczestnik zawodów wspinaczkowych World Games we Duisburgu w prowadzeniu w 2005 roku, gdzie zajął 7 miejsce.
Multimedalista mistrzostw Azji (łącznie 12 medali, 6 tytułów mistrza) we wspinaczce sportowej w latach 2000 - 2010:
- w konkurencji boulderingu;
  - mistrzostwo Azji (2x) – 2007, 2009
  - vice mistrzostwo Azji (2x) – 2006, 2008
- w konkurencji prowadzenia;
  - mistrzostwo Azji (4x) – 2004, 2005, 2007, 2009
  - vice mistrzostwo Azji (2x) – 2000, 2010
  - brązowy medal mistrzostw Azji (2x) – 2006 oraz 2008.

## Osiągnięcia

### Mistrzostwa świata
| Konkurencje  | 1999  | 2005  | 2007  | 2009  | 2011  |
| Bouldering   | —     | 17    | 5     | 31-32 | 43-45 |
| Prowadzenie  | 64-66 | 20-21 | 11-14 | 9-10  | 23-24 |
| Wsp. na czas | 29    | —     | —     | —     | —     |

### Mistrzostwa Azji
| Konkurencje | 2000 | 2004 | 2005 | 2006 | 2007 | 2008 | 2009 | 2010 |
| Bouldering  | —    | —    | —    | 2    | 1    | 2    | 1    | —    |
| Prowadzenie | 2    | 1    | 1    | 3    | 1    | 3    | 1    | 2    |

### World Games
| Konkurencje | 2005 |
| Prowadzenie | 7    |

## Życie prywatne
W rodzinnym mieście prowadzi zajęcia z zakresu wspinaczki sportowej we własnym ośrodku szkoleniowym "Siłownia wspinaczkowa Son Sangwon".